# Lepus californicus
La liebre de California (Lepus californicus) vulgarmente llamada liebre de cola negra,. es una especie de mamífero lagomorfo de la familia Leporidae. Mide alrededor de 50 cm y pesa en promedio 2.5 kg, con un rango de 1.5 a 4 kg. Su coloración es grisácea con manchas blancas alrededor de los ojos y en la zona posterior de las orejas, estas últimas muy desarrolladas. Puntas de orejas y cola son negras. Se localiza en la zona occidental de Estados Unidos y en México se le encuentra principalmente en la Península de Baja California, en el Altiplano y en algunas zonas del resto de los estados del norte del país. Su hábitat son los altiplanos desérticos. Se alimenta de vegetales. La UICN2019-1 considera a la especie como de preocupación menor,

## Subespecies
Se conocen las siguientes subespecies:
- L. c. altamirae Nelson, 1904
- L. c. asellus Miller, 1899
- L. c. bennettii Gray, 1843
- L. c. californicus Gray, 1837
- L. c. curti Hall, 1951
- L. c. deserticola Mearns, 1896
- L. c. eremicus Allen, 1894
- L. c. festinus Nelson, 1904
- L. c. insularis Bryant, 1891
- L. c. magdalenae Nelson, 1907
- L. c. martirensis Stowell, 1895
- L. c. melanotis Mearns, 1890
- L. c. merriami Mearns, 1896
- L. c. richardsonii Bachman, 1839
- L. c. sheldoni Burt, 1933
- L. c. texianus Waterhouse, 1848
- L. c. wallawalla Merriam, 1904
- L. c. xanti Thomas, 1898